# فيصل بن تركي بن عبد الله بن محمد بن عبد الرحمن آل سعود
هو الأمير الشاعر فيصل بن تركي بن عبد الله بن محمد بن عبد الرحمن بن فيصل آل سعود.
- ولد الأمير فيصل في عام 1976م.
- عرف عن الأمير قصيدته المغناة بنت النور.
- وهو عضو شرف في نادي النصر السعودي وعضو في مجلس الأمناء في مؤسسة الأميرة العنود بنت مساعد بن جلوي الخيرية[2] وهو أيضًا حفيد الملك فهد بن عبد العزيز آل سعود وجده لأبيه الأمير عبد الله بن محمد (إخوة من الأم).
- والدته هي الأميرة لطيفة بنت فهد بن عبد العزيز آل سعود رئيسة المجلس النسائي في المؤسسة ذاتها.[2]
- ومتزوج الامير فيصل بن تركي بن عبدالله بالاميرة ساره بنت مشعل بن عبد العزيز ال سعود ولديهما الامير فهد بن فيصل بن تركي و الاميرة لطيفة بنت فيصل بن تركي

## تعريف
- تلقى الأمير فيصل تعليمه في مدينة الرياض بمدارس الرياض الأهلية إلى أن أتم المرحلة الثانوية ثم انتقل إلى المنطقة الشرقية للالتحاق بجامعة الملك فهد للبترول والمعادن بكلية الإدارة الصناعية حيث تخرج منها في عام 2002م.
- تأثر في بداية حياته بالمتنبي وأحمد شوقي وخالد الفيصل وبدأ كتابة الشعر وعمره 18عامًا، وبعدها بدأ بنشر قصائده في المجلات وأشهرها مجلة المختلف. وقد برز الأمير فيصل بن تركي بن عبد الله عن طريق قصيدة بنت النور الشهيرة التي شدا بها محمد عبده.
- كانت أولى تجاربه في كتابة الشعر في المرحلة الثانوية لكنه أرجأ نشر قصائده آنذاك.
- يعتبر عمه الأمير الشاعر سعود بن عبد الله والأمير نواف بن فيصل من أوائل الناس الذين شجعوه على نشر قصائده إيماناً منهم بموهبته، حيث قام بنشر أولى قصائده في عام 1998م في مجلة المختلف الشعرية.

وفي نفس العام شهد أول تعاون فني له مع فنان العرب محمد عبده في ألبوم وطني يحتوي على أغنيتين الأولى: عطر القصايد التي كتبها في الملك فهد، والثانية: يا مرحبا وكتبت في الأمير سلطان بن عبد العزيز وجميعها من كلماته.
- في عام 2000م تعاون الأمير فيصل مع عدد من الفنانين وعلى رأسهم الفنان محمد عبده حيث أبهر الجمهور برائعة بنت النور التي تغنى بها في حفلة صيف جدة، وكذلك تعاونه مع الفنانة نوال الكويتية في ألبومها نوال2000 بأغنية [نجوم الليل]، وأيضاً تعاونه مع الفنان عبد الهادي حسين في ألبومه نجوم 2000 بأغنية [نجمة العشق].
- وفي عام 2001م أعاد تكرار تجربته مع فنان العرب في ألبومه شبيه الريح بأغنية [سمّي]، وتم التعاون مع الفنان راشد الفارس بأغنية [شموخ].
- أما في عام 2002م قام فنان العرب في حفلة صيف جدة بغناء قصيدة [أعترف لك] وهي على نفس طريقة بنت النور إذ تم غنائها لأول مرة في حفلة، كما تعاون في نفس العام مع الفنانة نوال الكويتية 2002 بأغنية [قول أحبك]..
- في عام 2003 تغنى له محمد عبده في ألبومه مذهلة بأغنية [حلمنا الوردي] وكانت دويتو بينه وبين الفنانة ذكرى.

وله أيضاً تعاون مع الفنانة وعد في ألبومها وجهة نظر بأغنية [ابتسم]، والفنان رابح صقر بأغنية [يجيبك الله].
- أما بالنسبة للكتابة في المجلات الشعرية فقد طرح قصائده في عدة مجلات وفي بعضها خصصت له زاوية شهرية ينشر فيها قصائده ومقالاته ويتواصل مع جمهوره من خلالها مثل: فواصل، بروز، خليجية.
- في عام 2005م شهدت الساحة الشعرية توقف الأمير فيصل عن النشر وكذلك عن التعاونات الفنية لفترة غير معلومة.

## زوجته وأولاده
- سارة بنت مشعل بن عبد العزيز آل سعود وذلك في يوم الأحد 15 شوال 1422 هـ الموافق لـ 30 ديسمبر 2001.
- أنجب منها 4 أبناء، هم :
- الأمير فهد.
- الأميرة العنود.
- الأميرة لطيفة.
- الأميرة هيفاء.

## صلة القرابة
- ابن خاله هو نواف بن فيصل بن فهد بن عبد العزيز آل سعود الرئيس العام لرعاية الشباب سابقًا.
- عمه الأمير الشاعر سعود بن عبد الله بن محمد آل سعود.